# Zu Ding
Zu Ding (祖丁) (siglo XIV a. C.) fue un rey de China de la dinastía Shang.
En las Memorias históricas, Sima Qian le coloca en el puesto decimosexto de la lista de reyes Shang, sucediendo a su tío, Wo Jia (沃甲). Fue entronizado en el año de Dingwei (丁未), con Bi (庇) como su capital. Gobernó alrededor de 32 años, antes de su muerte. Se le dio el nombre póstumo de Zu Ding, y fue sucedido por su primo, Nan Geng (南庚).
Inscripciones sobre huesos oraculares desenterrados en Yinxu, dan como dato alternativo, que fue el decimoquinto de  la lista de reyes Shang.
El Proyecto Cronológico Xia-Shang-Zhou, una amplia investigación académica china, ha publicado en el año 2000 los resultados que sitúan a Zu Ding como contemporáneo del faraón Akenatón. El comienzo del reinado de este comenzó más tarde que el de Zu Ding, pero ambos terminaron alrededor de los años 1330 a. C.